# Pivni, Fastiv
Pivni (în ucraineană Півні) este un sat în comuna Dmîtrivka din raionul Fastiv, regiunea Kiev, Ucraina.

## Demografie
Componența lingvistică a localității Pivni
     Ucraineană (99,35%)
     Alte limbi (0,65%)
Conform recensământului din 2001, majoritatea populației localității Pivni era vorbitoare de ucraineană (99,35%), existând în minoritate și vorbitori de alte limbi.